# Provincia Nakhon Pathom
Nakhon Pathom (în thailandeză จังหวัดนครปฐม) este o provincie (changwat) din Thailanda. Situată în regiunea de Centru, provincia Nakhon Pathom are în componența sa 7 districte (amphoe), 105 de sub-districte (tambon) și 919 de sate (muban). 
Cu o populație de 844.793 de locuitori și o suprafață totală de 2.168,3 km2, Nakhon Pathom este a 27-a provincie din Thailanda ca mărime după numărul populației și a 65-a după mărimea suprafeței.